# 曾恩波
曾恩波（1915年11月10日—1989年2月6日），廣東高明人，中央社著名戰地記者。

## 生平
燕京大學新聞系畢業。先後在《中外新報》、《南華早報》、中央社任職記者。曾隨軍報導北緬甸、太平洋戰情。1945年9月2日，盟軍接受日本投降，曾恩波首先發出相關新聞稿。及後親歷東京審判。韓戰時報導「遣返委員會」實況，獲頒令嘉獎。其後派駐香港，經歷六七暴動。1972年起歷任《香港時報》社長、董事長。1986年中華民國立法委員選舉中當選僑選立法委員。
1989年2月6日在香港逝世。

## 著作
- 《世界攝影史》